# Przedsiębiorstwo Komunalne Racibórz
Przedsiębiorstwo Komunalne Sp. z o.o. Racibórz – przedsiębiorstwo świadczące w Raciborzu oraz jego okolicach usługi w zakresie: komunikacji miejskiej, wywozu nieczystości, oczyszczania miasta i utrzymanie zieleni miejskiej. Przedsiębiorstwo prowadzi również schronisko dla bezdomnych zwierząt oraz świadczy usługi mechaniczne i złomowania pojazdów.
Przedsiębiorstwo Komunalne jest spółką powstała w wyniku połączenia Przedsiębiorstw Komunikacji Miejskiej w Raciborzu oraz Zakładu Usług i Higieny Komunalnej w Raciborzu. Organem założycielskim jest miasto Racibórz.
Przedsiębiorstwo Komunalne jest posiadaczem certyfikatu zarządzania środowiskowego ISO 14001.

## Usługi komunikacji miejskiej

### Tabor
Wykaz autobusów będących w posiadaniu PK Racibórz:
| Marka i model                     | Liczba |
| --------------------------------- | ------ |
| SOR BN 12                         | 8      |
| SOR CN 8,5                        | 12     |
| SOR NB 12                         | 4      |
| Solaris Urbino 12                 | 8      |
| Udział autobusów niskopodłogowych | 100%   |
| Liczba wszystkich autobusów       | 32     |
| Średnia wieku autobusów           | 15.0   |

### Spis linii
Wykaz linii obsługiwanych przez PK Racibórz:
| Nr linii | Trasa linii |
| -------- | --- |
| 10R      | Lotnicza RAMETA - Siwonia - Cecylii SP1 - Królewska Szkoła - Armii Krajowej Cmentarz - Armii Krajowej Starostwo - Dworzec Batorego - Nowa (powrót: Basztowa - Dworzec Batorego - Armii Krajowej Technikum - Rudzka...) - Wojska Polskiego Szkoła - Karola Miarki - Słowackiego Supersam PSS - Słowackiego PWSZ - Katowicka - Pl. Konstytucji 3 Maja - Mariańska/Ocicka - Mariańska NŻ - Michejdy - Starowiejska Michejdy - Starowiejska Mleczarnia - Gamowska ZOZ |
| 11R      | Markowice Słoneczny Stok - Markowice Hetmańska - Markowice Powstańców Śląskich - Markowice Łokietka - Rudzka Komunalna - Rudzka Dom Złotej Jesieni - Siwonia - Lotnicza RAMETA - Królewska Szkoła - Armii Krajowej Cmentarz - Armii Krajowej Starostwo (powrót: A.K. Starostwo - Rudzka - Królewska Szkoła...) - Dworzec Batorego - Opawska Galeria - Opawska Matejki Rondo (powrót: Pl. Konstytucji 3 Maja - Opawska TBS - Opawska Galeria...) - Pl. Konstytucji 3 Maja - Ocicka Pszczyńska - Ocicka Cm. Jeruzalem - Ocicka Szczecińska - Ocice Osiedleńcza - Ocice Górna - Ocice Kościół - Ocice Tuwima Szkoła (powrót: Ocice Kolonialna - Ocice Kościół) - Ocice Kolonialna - Opawska Działki - Opawska MIESZKO |
| 12R      | Sudół Pętla - Sudół Makuszyńskiego - Studzienna Osiedle - Studzienna pl. Zakopiański - Bogumińska - Ocicka Pszczyńska - Pl. Konstytucji 3 Maja - Opawska TBS - Opawska Galeria - Dw. Batorego - Bosacka Most Zamkowy - Bosacka Policja - Rybnicka COBEX - Rybnicka NŻ - Kamieniok - Dębicz - Brzezie Wygonowa - Wiatrakowa - Brzeska Myśliwca - (Brzeska - Brzeska Działki: tylko kurs 09:52, powrót - tylko kurs 18:09) - Pogrzebieńska Strażacka - Pogrzebieńska Pętla - Pogrzebieńska Gliniana - Pogrzebieńska Widok |
| 12S      | Sudół Pętla - Sudół Makuszyńskiego - Studzienna Osiedle - Studzienna pl. Zakopiański - Bogumińska - Ocicka Pszczyńska - Pl. Konstytucji 3 Maja - Opawska TBS - Opawska Galeria - Dworzec Batorego - Bosacka Most Zamkowy - Bosacka Policja - Rybnicka COBEX - Rybnicka NŻ - Kamieniok - Dębicz - Brzezie Wygonowa - Wiatrakowa - Brzezie Myśliwca - Pogrzebieńska Strażacka - Pogrzebieńska Pętla - Pogrzebieńska Gliniana - Pogrzebieńska Widok |
| 13R      | Płonia Graniczna - Płonia Mieszka Raciborskiego - Płonia Kościół - Sudecka Szkoła - Szkolna - Rybnicka COBEX - Bosacka Policja - Bosacka Most Zamkowy - Dworzec Batorego - Wojska Polskiego Szkoła - Londzina - Głubczycka Sprawność - Gamowska ZOZ - Gamowska Cmentarz NŻ (powrót: Gamowska Cmentarz NŻ - Gamowska ZOZ - Głubczycka Spółdzielcza - Strzecha - Londzina...) - Starowiejska Mleczarnia - Michejdy - Ogrodowa Pracy - Ogrodowa Ludwika - Opawska Matejki Rondo - Pl. Konstytucji 3 Maja - Ocicka Pszczyńska - Ocicka Cm. Jeruzalem - Ocicka Szczecińska - Ocice Gdańska - Ocice Górna - Ocice Osiedleńcza - Ocicka Osiedleńcza - Ocice-PRODRYN                                                       |
| 14R      | Markowice Hetmańska - Markowice Kośćiół - Markowice Łokietka - Rudzka Komunalna - Rudzka Dom Złota Jesień - Armii Krajowej Cmentarz - Armii Krajowej Starostwo - Dworzec Batorego - Kościuszki Staszica - Kościuszki Eichendorffa - Łąkowa - Pl. Konstytucji 3 Maja - Ocicka Pszczyńska - Starowiejska Pętla - Starowiejska Mieszko - Starowiejska Mleczarnia (powrót: Gamowska Cmentarz NŻ - Starowiejska Mleczarnia - Starowiejska Mieszko - Starowiejska Pętla...) - Gamowska Szpital |
| 15R      | Miedonia - Miedonia Podmiejska - Kozielska MYTO - Kozielska Gdyńska - (Głubczycka Sprawność - Gamowska Szpital - Gamowska Cmentarz NŻ - Głubczycka Spółdzielcza: niektóre kursy powrotne i na Pl. Konstytucji 3 Maja) - Strzecha - Londzina - Wojska Polskiego Szkoła - Dworzec Batorego - Opawska Galeria - Opawska Matejki Rondo - Matejki Szkoła - Mariańska Ocicka - Katowicka - Świński Rynek |
| 16R      | Sudół Pętla - Sudół Makuszyńskiego - Studzienna Osiedle - Studzienna pl. Zakopiański - Bogumińska - Opawska Mieszko - Opawska Działki - Opawska Kolonialna - Ocice Kolonialna - Ocice Kościół - Ocice Górna - Ocice Osiedleńcza - Ocice Szczecińska - Ocicka Cm. Jeruzalem (Kurs o 7:32) - Ocicka Pszczyńska - Pl. Konstytucji 3 Maja - Opawska TBS - Opawska Galeria - Dw. Batorego - Głubczycka Sprawność - Gamowska Szpital |
| 17R      | Gamowska ZOZ - Gamowska Cmentarz NŻ - Starowiejska Mleczarnia - Starowiejska Michejdy - Starowiejska Pętla - Ocicka Pszczyńska - Pl. Konstytucji 3 Maja - Opawska TBS - Opawska Galeria - Dworzec Batorego - Bosacka Jana - Bosacka Cygarowa - Rybnicka COBEX - Rybnicka NŻ - Kamieniok - Dębicz - Brzezie Wygonowa - Wiatrakowa - Brzeska Myśliwca - Brzezie Strażacka - Brzezie Pętla - Brzezie Gliniana - Brzezie Widok |